# Xã Falsen, Quận McHenry, Bắc Dakota
Xã Falsen (tiếng Anh: Falsen Township) là một xã thuộc quận McHenry, tiểu bang Bắc Dakota, Hoa Kỳ. Năm 2010, dân số của xã này là 20 người.